# 車谷晴子
車谷 晴子（くるまたに はるこ、5月7日 - ）は日本の漫画家。女性。大阪府出身。血液型はAB型。

## 来歴
2001年、『少女コミック』（小学館）4月増刊号に掲載された「願い事ひとつ」でデビュー。
以後、同誌を中心に活動していたが、『ぜんぶちょーだい』連載終了を期に『Sho-Comi』の妹雑誌、『ChuChu』（同）へと移籍。しかし、2009年12月に同誌が休刊することとなったため、『Cheese!』（同）や『モバイルフラワー』（同）などで執筆活動を展開。

## 作品リスト

### 書籍
- 野獣、ふたり。（全1巻）
  - 欲情プリンセス 併録
  - しようよ。 併録
- 少年は甘く愛す（全1巻）
  - ケモノの愛 併録
  - あなたにつないで 併録
- 誘・惑・者〜ケダモノトライアングル〜（全1巻）
- 悪党男子コレクション（全1巻）
  - えっちのお時間 併録
  - 少年革命 併録
- 禁断婚（全1巻）
  - 正しい結婚のススメ 併録
  - 恋人教科書 併録
- 真夜中はダメよ♥（全1巻）
  - あたしの♥お気に入り 併録
- 美少年のおへや。（全1巻）
- 最恐彼氏（全1巻）
  - 最好彼女 併録
  - 毎日ギュッ♥てね 併録
  - レンアイ契約 併録
- アイドル様の夜のお顔（全1巻）
  - 眠れぬ夜は彼のせい 併録
- 極上男子と暮らしてます。（全2巻）
- 危険純愛D.N.A.（全3巻）
- ぜんぶちょーだい（全2巻）
- ケモノ恋愛論（全1巻）
  - 辛口革命 併録
  - それは、にがい、チョコレート。 併録
  - 永遠の「好き」がはじまる日 併録
- 0からはじめるまんが教室（構成：飯塚裕之、全1巻）
- 愛してください、先生（『モバフラ増刊号』2009年7月、前後編、全1巻）
- 蜜悪ハーレム（『ちゅちゅ』2009年4月号、全1巻）
  - ホスラバ～ホストな恋人～（『ちゅちゅ』2009年6月号）併録
  - メイドな姫君（『ちゅちゅ』2009年8月号・9月号、前後編）併録
- あい♥キス〜アイドルKiss〜（『ちゅちゅ』2009年10月号 - 2010年1月号、全1巻）
- お子様ぱーんち！（『Cheese!』2010年7月号[4] - 9月号、全1巻）
  - 王子様にはお触り禁止（『Cheese!』2010年4月号掲載[5]）併録。
- 僕らの恋は死にいたる病のようで（『モバフラ』2010年2月 - 2011年9月、全3巻）
- 初めてをあなたと（『Sho-Comi増刊』2009年6月15日号、全1巻）
  - 最後の夜に（『Sho-Comi増刊 2009年10月15日号）併録
  - 彼氏についての悩み事（『増刊Cheese!』2011年3月号）併録
  - Angel Sky（『Sho-Comi』2009年3・4合併号別冊付録）併録
- S×Mスイッチ（（『モバフラプレミアム』2011年11月10日号 - 2012年1月10日号、既刊1巻）※電子版は「〜にいなと央司の場合〜」という副題付き
  - 人でなしですが、ナニか？（『増刊Cheese!』2010年11月号）併録
- 兄が妹で妹が兄で（『ARIA』2012年4月号[6] - 2014年12月号[7]、全7巻）
- なのに、ボクはイヤといえない（『月刊サンデーGX』2012年12月号、2013年5月号、『モバMAN』2012年11月 - 2015年12月、全3巻）
  - だから、ボクはイヤといえない（『月刊サンデーGX』2012年4月号[8]） - 併録。上記の前作となる読み切り
- もんもんモノノ怪（『ARIA』2015年8月号[9] - 2016年11月号[10]、全4巻）
- 保坂先生の愛のむち（『ARIA』2017年2月号[11] - 2018年2月号[12]、全3巻）
- 先生と、わたしは。（Webゴラク内『comicフレーバーズ』2018年2月 - 2019年3月連載[13]、全2巻）
- 朝起きたら妻になって妊娠していた俺のレポート（『Palcy』2020年2月[14] - 2020年12月7日[15]、全4巻）
  - 朝起きたら妻になって妊娠していた俺のレポート 子育て編（『Palcy』2021年8月19日[16] - 、既刊3巻）※上記の続編
- いい子ですね、命令しても？[17]（『drap』2021年11月号 - 2022年7月号（隔月連載））
- 泣かせたくてどうしよう（『drap』2022年11月号 - 2023年7月号（隔月連載））
- 殺し屋は今日も冷徹皇帝に愛される（作画：央知夕、『＆フラワー』2023年25号 - 連載中、既刊4巻）
- 鴉は雲雀に甘くてあまい（全1巻）

### 単行本未収録
- 11歳の王様（『Cheese!』2011年5月号[18] - 2011年7月号）
- S×Mスイッチ〜哲之とアキの場合〜（『＆フラワー』2020年27号）※短話で電子書籍あり
- S×Mスイッチ〜椎香と諒の場合〜（『＆フラワー』2021年5号 - 2021年29号）※短話で電子書籍あり

### オムニバス作品
- 先輩 甘すぎるH
- LOVE&BEAST
- だめ いじわるH
- 本能〜もっと乱れたい
- メガネ〜外してもいいですか？〜
- 放課後、制服を脱いで。
- 女装男子はいかがですか？
- ロミジュリ —式烈愛コレクション—

### その他
- 『だって大好きなんだもん。』（2013年7月5日発売[19]、講談社） - 『ARIA』イラスト企画「萌えシチュ」参加作品[19]
- 小冊子『甘々ARIA』（『ARIA』2015年9月号応募者全員サービス[20]）